# (2533) Фехтиг
(2533) Фехтиг (нем. Fechtig) — астероид главного пояса, который был открыт 3 ноября 1905 года немецким астрономом Максом Вольфом в обсерватории Хайдельберг в Германии и назван в честь немецкого астрофизика Гуго Фехтиг (нем. Hugo Fechtig).

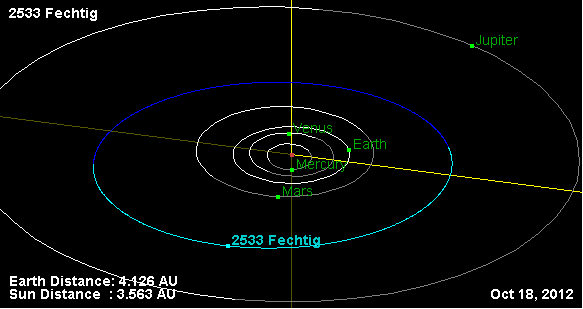
Орбита астероида Фехтиг и его положение в Солнечной системе